# Неккаргемюнд
Неккаргемюнд (нем. Neckargemünd) — город в Германии, в земле Баден-Вюртемберг.
Подчинён административному округу Карлсруэ. Входит в состав района Рейн-Неккар. Население составляет 13 905 человек (на 31 декабря 2010 года). Занимает площадь 26,15 км². Официальный код — 08 2 26 056.
Город подразделяется на 4 городских района.

## Достопримечательности
- Старый город с многочисленными старинными фахверковыми домами и типичными узкими улочками (в особенности Кеплергассе, проходящая вдоль старой городской стены)
- Евангелическая церковь св. Ульриха XII—XIII вв.
- Отель «Риттер», бывший охотничий замок XIII в. (сгорел в 2003 г.; фрагменты строения интегрированы в современное здание)
- Карловы ворота XVIII в.
- Укрепление Дильсберг на противоположном берегу Неккара

Неккаргемюнд лежит на популярном туристическом маршруте «Дорога замков» (нем. Burgenstrasse).

## Фотографии

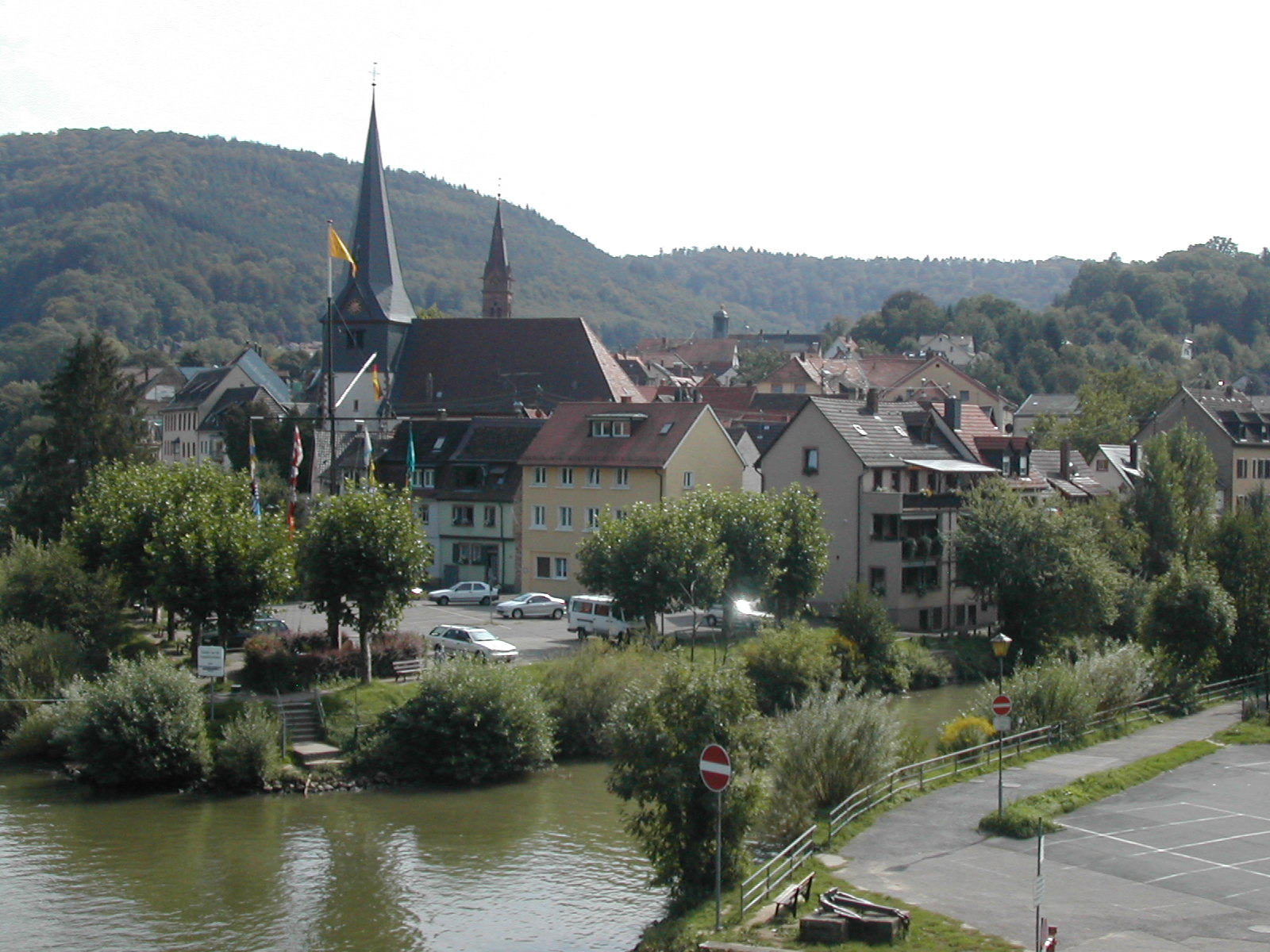
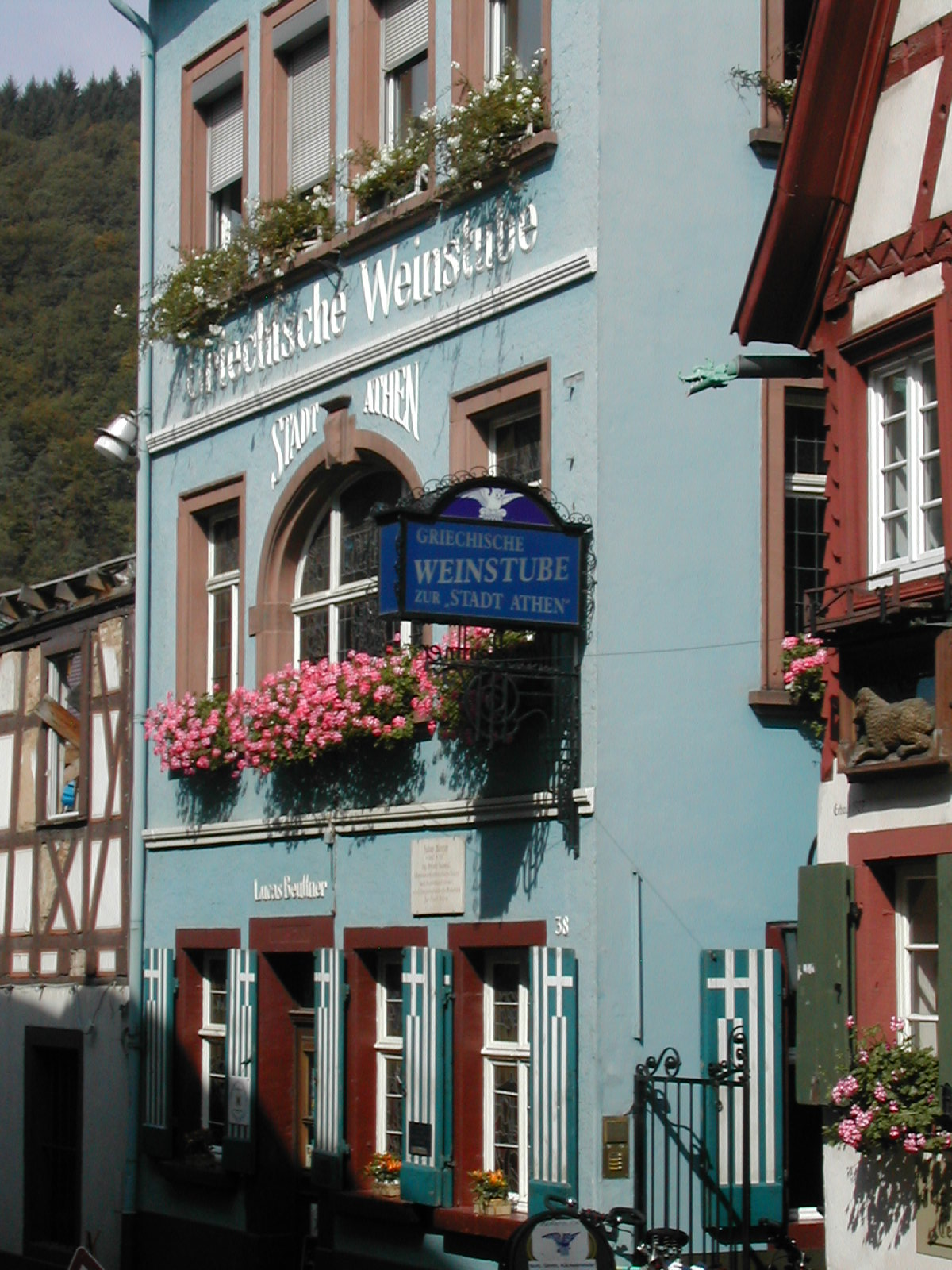
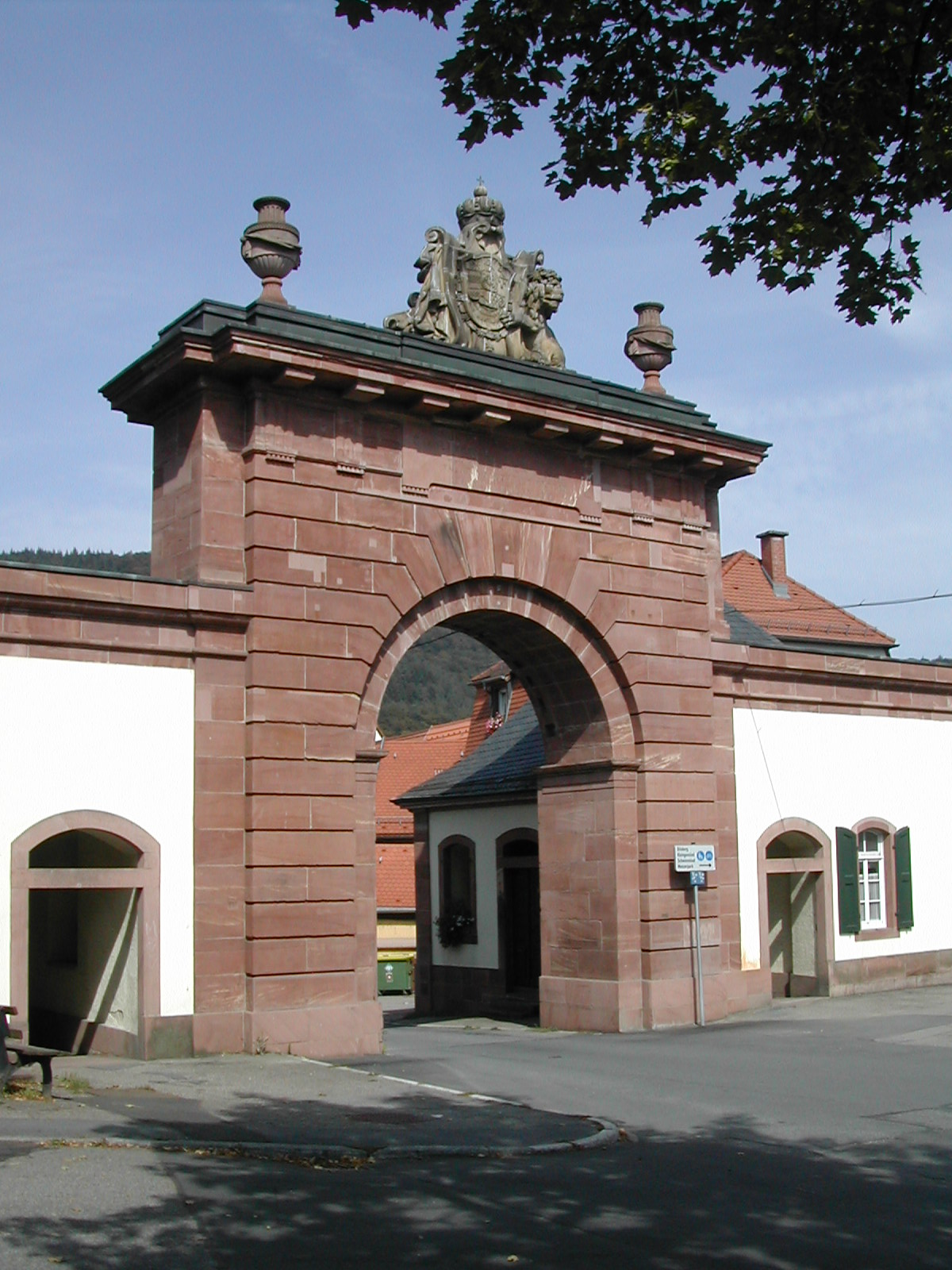
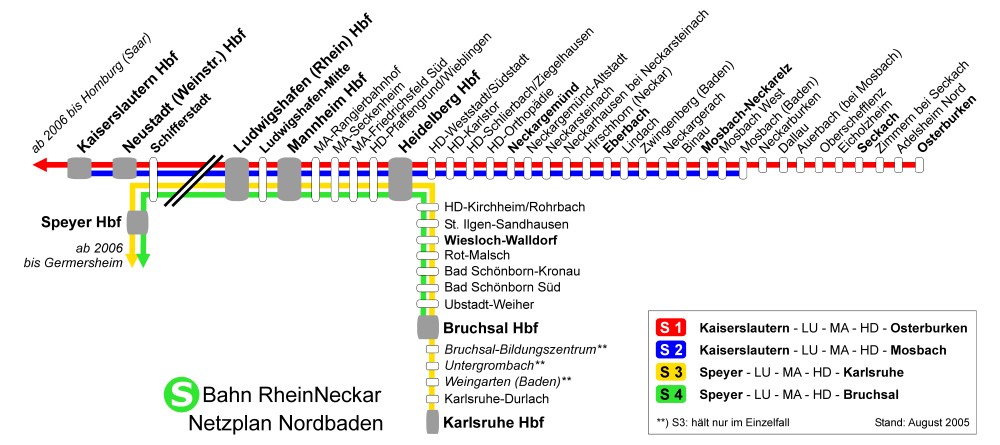